# Voenno-polevoy roman
Voenno-polevoy roman é um filme de drama soviético de 1983 dirigido e escrito por Pyotr Todorovsky. Foi indicado ao Oscar de melhor filme estrangeiro na edição de 1984, representando a União Soviética.

## Elenco
- Nikolay Burlyaev - Netuzhilin
- Natalya Andreychenko - Lyuba
- Inna Churikova - Vera
- Yekaterina Yudina - Kat'ka
- Zinoviy Gerdt - Administrador
- Yelena Kozelkova - Esposa do Administrador
- Viktor Proskurin - Novikov
- Vsevolod Shilovsky - Grisha
- Aleksandr Martynov - Kombat
- Natalya Chenchik - Lotochnitsa
- Vladimir Yuryev - Malyanov
- Vyacheslav Dubrovin - Terekhin